# Beatrice da Camino
Beatrice da Camino (... – Ferrara, 1388) è stata una nobile italiana.

## Biografia
Beatrice da Camino era figlia di Rizzardo VI da Camino, detto Rizzardo Novello, politico e condottiero italiano appartenente alla casata dei Da Camino, e di Verde, figlia di Alboino della Scala. Sposò nel 1351 Aldobrandino III d'Este. Fu coinvolta nella congiura che suo figlio, Obizzo IV, organizzò contro Alberto V d'Este. Quando la ribellione fu stroncata, venne decapitata con lo stesso Obizzo, nel 1388.

## Ascendenza
|                          |                       |                             | Genitori                 |  |  | Nonni |  |  | Bisnonni               |  |  | Trisnonni              |  |
|                          |                       |                             |                          |  |  |       |  |  | Gherardo III da Camino |  |  | Biaquino III da Camino |  |
|                          |                       |                             |                          |  |  |       |  |  | Gherardo III da Camino |  |  | Biaquino III da Camino |  |
|                          |                       | India da Camposampiero      |                          |  |  |       |  |  | Gherardo III da Camino |  |  |                        |  |
| Guecellone VII da Camino |                       |                             |                          |  |  |       |  |  | Gherardo III da Camino |  |  |                        |  |
|                          |                       | ?                           | …                        |  |  |       |  |  |                        |  |  |                        |  |
|                          |                       | ?                           | …                        |  |  |       |  |  |                        |  |  |                        |  |
|                          |                       | ?                           | …                        |  |  |       |  |  |                        |  |  |                        |  |
| Rizzardo VI da Camino    |                       | ?                           |                          |  |  |       |  |  |                        |  |  |                        |  |
|                          |                       | Vinciguerra di Sambonifacio | Lodovico di Sambonifacio |  |  |       |  |  |                        |  |  |                        |  |
|                          |                       | Vinciguerra di Sambonifacio | Lodovico di Sambonifacio |  |  |       |  |  |                        |  |  |                        |  |
|                          |                       | Vinciguerra di Sambonifacio | …                        |  |  |       |  |  |                        |  |  |                        |  |
| Mabilia di Sambonifacio  |                       | Vinciguerra di Sambonifacio |                          |  |  |       |  |  |                        |  |  |                        |  |
|                          |                       | Cappellina degli Scrovegni  | Enrico degli Scrovegni   |  |  |       |  |  |                        |  |  |                        |  |
|                          |                       | Cappellina degli Scrovegni  | Enrico degli Scrovegni   |  |  |       |  |  |                        |  |  |                        |  |
|                          |                       | Cappellina degli Scrovegni  | ?                        |  |  |       |  |  |                        |  |  |                        |  |
| Beatrice da Camino       |                       | Cappellina degli Scrovegni  |                          |  |  |       |  |  |                        |  |  |                        |  |
|                          | Alberto I della Scala | Jacopino della Scala        |                          |  |  |       |  |  |                        |  |  |                        |  |
|                          | Alberto I della Scala | Jacopino della Scala        |                          |  |  |       |  |  |                        |  |  |                        |  |
|                          | Alberto I della Scala | Elisa Superbi               |                          |  |  |       |  |  |                        |  |  |                        |  |
| Alboino della Scala      | Alberto I della Scala |                             |                          |  |  |       |  |  |                        |  |  |                        |  |
|                          |                       | Verde di Salizzole          | …                        |  |  |       |  |  |                        |  |  |                        |  |
|                          |                       | Verde di Salizzole          | …                        |  |  |       |  |  |                        |  |  |                        |  |
|                          |                       | Verde di Salizzole          | …                        |  |  |       |  |  |                        |  |  |                        |  |
| Verde della Scala        |                       | Verde di Salizzole          |                          |  |  |       |  |  |                        |  |  |                        |  |
|                          |                       | Matteo I Visconti           | Teobaldo Visconti        |  |  |       |  |  |                        |  |  |                        |  |
|                          |                       | Matteo I Visconti           | Teobaldo Visconti        |  |  |       |  |  |                        |  |  |                        |  |
|                          |                       | Matteo I Visconti           | Anastasia Pirovano       |  |  |       |  |  |                        |  |  |                        |  |
| Caterina Visconti        |                       | Matteo I Visconti           |                          |  |  |       |  |  |                        |  |  |                        |  |
|                          |                       | Bonacossa Borri             | Squarcino Borri          |  |  |       |  |  |                        |  |  |                        |  |
|                          |                       | Bonacossa Borri             | Squarcino Borri          |  |  |       |  |  |                        |  |  |                        |  |
|                          |                       | Bonacossa Borri             | Antonia                  |  |  |       |  |  |                        |  |  |                        |  |
|                          |                       | Bonacossa Borri             |                          |  |  |       |  |  |                        |  |  |                        |  |